# Pelidnota vitalisi
Pelidnota vitalisi är en skalbaggsart som beskrevs av Ohaus 1925. Pelidnota vitalisi ingår i släktet Pelidnota och familjen Rutelidae. Inga underarter finns listade i Catalogue of Life.